# Lažánky (okres Strakonice)
Obec Lažánky (dříve také Lažáňky, Lažánka,, německy Laschanek nebo Klein Laschan) se nachází v okrese Strakonice v Jihočeském kraji. Leží asi 5,5 km jihozápadně od města Blatná a 5 km od obce Lažany, od níž je název Lažánek odvozen jako její zdrobnělina. Žije zde 107 obyvatel.

## Historie
První písemná zmínka o obci pochází z roku 1328. Tehdy ji – stejně jako Záboří a další obce – vlastnily benediktinky z kláštera sv. Jiří na Pražském hradě. Za sídlo jejich správce bývá archeology označován statek č. 1. Roku 1384 vesnice Lažany a Lažánky držel Ješko z Lažan, pravděpodobně týž nebo jeho syn jménem Ješata z Lažánek (Jessata de Lazanek) roku 1405 postoupil Lažánky Konrádovi z Javora (Cunradus de Yavor). Podle V. V. Tomka počátkem 15. století patřily Lažánky u Blatné v Prácheňsku mezi 27 vesnic pražské metropolitní kapituly, které jako oboedienci drželi členové kapituly.
V roce 1426 dal Bohuslav z Milčic připsat Lažánky s Čelovicemi své manželce Kateřině. Z let 1469–1471 pocházelo 346 drobných mincí, nalezených roku 1832 v hliněném hrnku dělníky při kopání v lesním porostu u obce. Podle nezjištěných pramenů měla být na počátku 16. století obec připojena k dominiu pánů z Rožmitálu. Roku 1549 byly vesnice Lažánky a Jindřichovice zapsány do Desek zemských. V roce 1603 byly Lažánky opět samostatné, tehdy se Jan Čaluský z Prostého připomíná na Lažánkách.

## Pamětihodnosti
- Kaple Panny Marie, na návsi – novogotická stavba z roku 1884, na oltářním obraze z roku 1884 je vymalována poutní Panna Maria Strašínská [9], původně gotická socha.
- Statek čp. 1, bývalý panský dům
- Hospoda „U Studánky“ – v 80. letech byla upravena budova bývalé kovárny na hospodu, začátkem 90. let na ní vymalován štít ve stylu selského baroka (iluzivní štuková výzdoba) jejímž autorem je J. M. Hála. V současnosti[kdy?] zde sídlí spolek Turisté Lažánky z. s.
- Pomník padlým z první světové války – kamenná stéla s rytými jmény; vztyčena roku 1928
- Sedlák vedoucí koňský povoz, nástěnná malba na zazděném portálu ohradní zdi domu čp. 4, autor Jan Mikuláš Hála, kolem roku 2010

## Osobnosti
- Václav Sedláček (1925–1981), grafik
- Hana Storchová (* 1936), grafička, ilustrátorka a malířka
- Jan Mikuláš Hála (* 1937), malíř a restaurátor[10]
- Dagmar Hálová (* 1957), sklářská výtvarnice a restaurátorka